# بطولة العالم للنساء (WWE)
 البطل الذي استحقها بجدارةبطولة العالم للنساء (WWE)]]
بطولة السيدات (بالإنجليزية: wemon’s Championship)‏ هو عنوان تم إنشاؤها في 5 سبتمبر 2016 والمستخدمة حاليا في اتحاد المصارعة العالمية للترفيه في قسم سماكداون تعتبر بيكي لينش هي المصارعة الاولي التي فازت بها والأكثر فوز بها وأطول احتفاظ بها حيث فازت بها في عرض باكلاش

## الفوز بالبطولة
نقلت بيكي لينش ومجموعة من الشابات في التطويع الخاص بالشركة (brand extension),(wwe draft) إلى قسم سماكداون وبعد أن نقلت بطولة السيدات الرئيسية الي قسم الرو وضع شين مكمان ودانيال براين بطولتين جديدتان في سماكداون حيث اقيمت مباراة اقصائية سداسية في عرض باكلاش 2016 فازت بها بيكي لينش لتصبح أو بطلة سيدات في عرض سماكداون ثم ربحتها اليكسا بليس لتصبح الثانية بعد بيكي البطلة الحالية بايلي من بعد ان فازت على شارلوت فلير